# Johann Georg Rau
Johann Georg Rau (* 22. April 1809 in Waldmühlen; † 12. Februar 1872 in Limburg an der Lahn) war ein deutscher katholischer Geistlicher und nassauischer Politiker.

## Leben
Johann Georg Rau wurde in Waldmühlen, Westerwald, in einer bäuerlichen Familie geboren. Nach dem Besuch des nassauischen Landesgymnasiums in Weilburg (1824–27) studierte er römisch-katholische Theologie. 1829 wurde er Mitglied des Corps Rhenania Tübingen. Im Jahr 1830 erfolgte seine Priesterweihe und er wurde Kaplan, zunächst in Diez, dann in Frickhofen (1831) und an der Bartholomäuskirche in Frankfurt. Im Jahr 1834 wurde er Dekan in Hadamar, vier Jahre später übernahm er die Pfarrei und später auch das Dekanat Weilburg. 1844 übernahm er die Pfarrei Lahr.
Johann Georg Rau wurde 1849 Mitglied der nassauischen Ständeversammlung. Er zog als Nachfolger von Josef Bellinger ins Parlament ein. Infolge der Revolution von 1848 bestand die Ständeversammlung nur noch aus einer Kammer. Innerhalb des Parlaments gehörte er zu den Wortführern des klerikal-konservativen „Clubs der Rechten“. Rau war Mitglied im „Deutschen Verein“.
Im Jahr 1851 wurde Rau zum Pfarrer von Dietkirchen berufen. Zugleich erhielt er das Amt eines Domkapitulars. Als Geistlicher Rat gehörte er zu den engsten Vertrauten des Limburger Bischofs Peter Joseph Blum. Bei den Wahlen im folgenden Jahr wurden wieder Landstände aus zwei Kammern errichtet. Rau wurde als Abgeordneter des Wahlkreises Wallmerod in die zweite Kammer gewählt. Hier gehörte er, während des nassauischen Kirchenkampfs, gemeinsam mit Moritz Lieber zu den führenden Vertretern der katholischen Kirche in den Landständen. Bei der Wahl 1858 wurde Rau in Wallmerod, Hadamar und Limburg gewählt. Er übernahm das Mandat für Limburg, legte es jedoch bereits 1859 wieder nieder. Sein Nachfolger wurde der Gutsbesitzer Joseph Menges. Bei der Wahl 1864 wurde Rau erneut für den Wahlkreis Limburg gewählt.
Bei der Reichstagswahl Februar 1867 trat Rau im Reichstagswahlkreis Regierungsbezirk Wiesbaden 1 an, hatte jedoch keine Chance, sich gegen August Hergenhahn durchzusetzen.
Rau starb am 12. Februar 1872 in Limburg an der Lahn.